# Velika loža Kanade
Velika loža Kanade je prostozidarska velika loža v Kanadi, ki je bila ustanovljena 10. oktobra 1855.
Združuje 1.386 lož, ki imajo skupaj 129.817 članov.